# أوغدن ميلز
أوغدن ميلز (بالإنجليزية: Ogden Mills)‏ هو خبير مالي أمريكي، ولد في 18 ديسمبر 1856 في ميلبراي في الولايات المتحدة، وتوفي في 29 يناير 1929 في نيويورك في الولايات المتحدة.